# سس کامبرلند

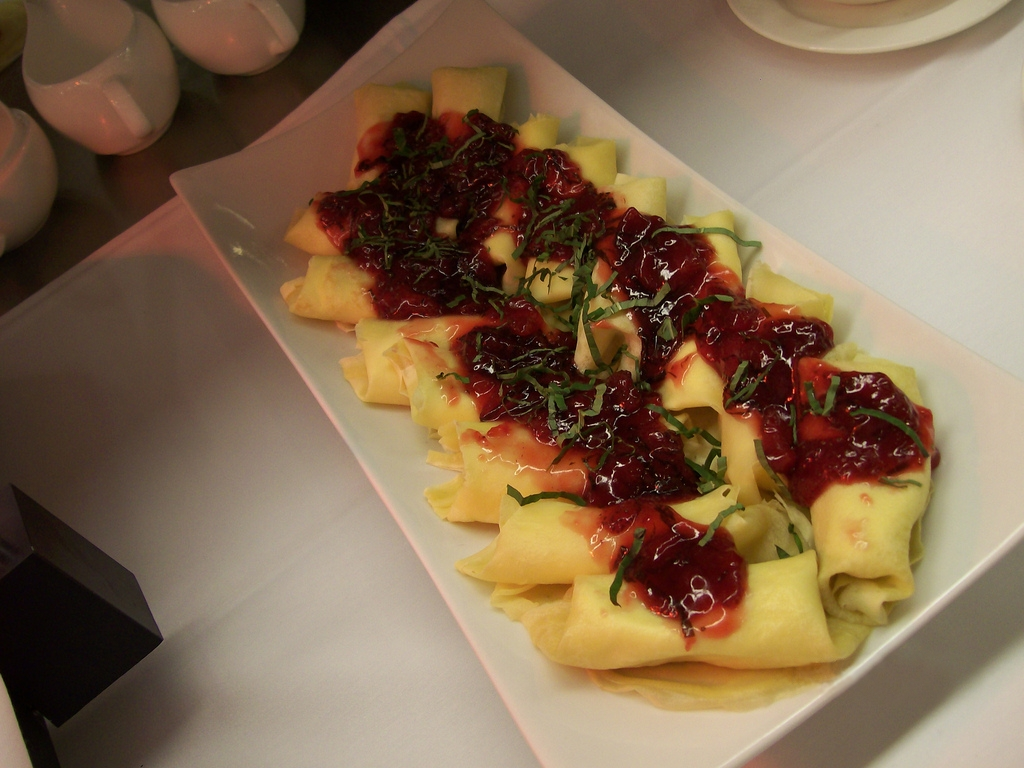
کرپ های مخلوط اردک با سس کامبرلند

سس کامبرلند نوعی سس میوه است که معمولاً روی گوشت های غیر سفید مانند گوشت گوزن ، ژامبون و گوشت بره استفاده می شود .
این سس در آلمان اختراع شد که یک سس با پایه شراب همراه با سر گراز  است ، که به گفته جانت کلارکسون "شامل آنچه فکر می کنیم به عنوان مرکبات مورد نیاز در فرم است. از پوست پرتقال سویل (همراه خردل). "  این یک نسخه پیچیده تر از یک سس قرمز توت قرمز است .
هرچند که نسخه‌های متفاوتی وجود داشته باشد، مواد تشکیل دهنده مشترک شامل بیدانه قرمز ، شراب پورت و یا شراب بوردو ، خردل خشک ، فلفل ، پرتقال ، زنجبیل ، انگور قرمز ژله و سرکه می‌شود.
 